# Carl Watzinger

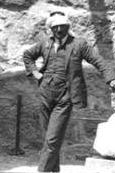
Carl Watzinger in der Synagoge von Kapernaum, 1905

Carl Watzinger (* 9. Juni 1877 in Darmstadt; † 8. Dezember 1948 in Tübingen) war ein deutscher Klassischer Archäologe.

## Leben
Der Sohn von Carl Watzinger und Bertha Geilfus besuchte das Gymnasiums in seiner Heimatstadt Darmstadt und wurde dort bereits vom damaligen Hilfslehrer und Archäologen Ferdinand Noack, den Watzinger in seinem der Dissertation angehängten Lebenslauf als seinen Lieblingslehrer beschreibt, zum Studium antiker Kunstdenkmäler hingeführt. Nach dem Abitur 1895 studierte Carl (später auch Karl geschrieben) Watzinger zunächst Klassische Philologie in Heidelberg (Sommersemester (SS) 1895), Berlin (Wintersemester (WS) 1895/96) und von SS 1896 bis SS 1899 in Bonn, wo er sich der Klassischen Archäologie und dem Fach Geschichte zuwandte. Promoviert wurde er am 28. Januar 1899 in Bonn bei Georg Loeschcke mit der Dissertation Studien zum unteritalischen Grabschmuck und zur Vasenmalerei. Am 29. Juli 1899 legte er die Höhere Lehramtsprüfung für Latein, Griechisch und Geschichte ab. Für die Jahre 1899/1900 und 1901/1902 erhielt Watzinger das Reisestipendium des Archäologischen Instituts des Deutschen Reiches; er reiste durch Italien, Griechenland, Kleinasien und Ägypten. 1900/01 verrichtete er Hilfsarbeiten an der Abteilung Athen des Archäologischen Instituts des Deutschen Reiches und beteiligte sich an der Aufarbeitung von Grabungen in Athen, Magnesia und Pergamon.
Ab 1902 war Watzinger Mitarbeiter in der Skulpturenabteilung der Berliner Museen. Im Herbst 1903 reiste er für eine Studie zu antiken Holzsarkophagen nach Russland. Seit Januar 1904 Privatdozent an der Universität Berlin, erhielt er im Herbst 1905 einen Ruf nach Rostock und blieb dort bis 1909 als Außerordentlicher Professor. Zusammen mit Heinrich Kohl bereiste Watzinger 1905 und 1907 im Auftrag der Deutschen Orient-Gesellschaft Galiläa, um die dortigen Synagogen zu erforschen. In den Jahren 1908 und 1909 nahm er an den ersten Ausgrabungen in Jericho teil, die sein Rostocker Kollege, der Alttestamentler Ernst Sellin leitete.
1909 ging Carl Watzinger als ordentlicher Professor nach Gießen. Am 16. März 1912 heiratete er in München die drei Jahre jüngere Marie Bollinger, Tochter des Münchner Pathologen Otto von Bollinger. Die beiden hatten sich über einen Gießener Kollegen Watzingers, den Dermatologen Albert Jesionek kennengelernt, der mit Maries Schwester Irmgard verheiratet war. In den Folgejahren kamen die Kinder Karl Otto (1913–2006), Helmut (* 1915) und Irmgard (* 1921) zur Welt.
1916 wurde Watzinger an die Universität Tübingen berufen und wurde dort Nachfolger Ferdinand Noacks, seines Lehrers aus Schulzeiten. Zunächst wurde er jedoch zum Militär eingezogen und kam im Mai 1916 für kurze Zeit an die Westfront; von dort holte ihn Theodor Wiegand in das von ihm geleitete Deutsch-Türkische Denkmalschutzkommando im Asien-Korps. So konnte er erst zum Wintersemester 1918/19 seine Professur in Tübingen antreten, die er bis zu seiner Emeritierung im März 1947 innehatte. Bis zum Sommersemester 1948 vertrat er den Lehrstuhl weiterhin, bis sein Nachfolger Bernhard Schweitzer eintraf.
Watzinger wirkte als Lehrer vielfach über die Grenzen der Klassischen Archäologie im engeren Sinne hinaus. Unter seinen Schülern sind die Prähistoriker Friedrich Behn, Gerhard Bersu, Walther Bremer, Josef Keller, Heinz Otto, Oscar Paret und Wilhelm Unverzagt zu nennen, ferner der Bauforscher Heinrich Kohl, die Provinzialrömischen Archäologen Erich Gose und Hans Klumbach sowie der Klassische Archäologe Karl Kübler.

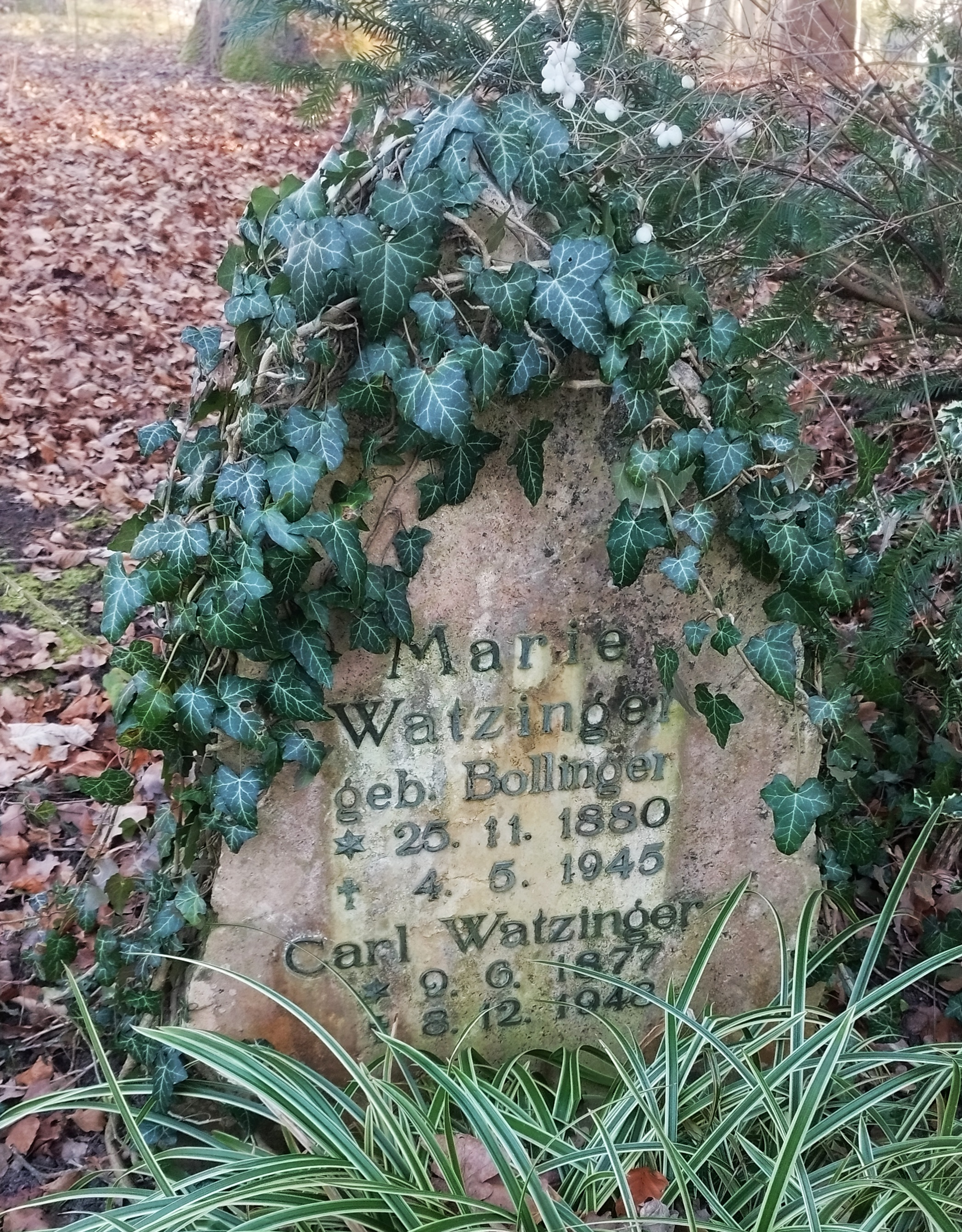
Grabstein von Carl und Marie Watzinger auf dem Bergfriedhof Tübingen

Von 1911 bis zu seiner Emeritierung war Carl Watzinger Mitglied der Zentraldirektion des Deutschen Archäologischen Instituts, zunächst für Hessen, dann für Württemberg, ferner Mitglied des Österreichischen Archäologischen Instituts und Ehrenmitglied der Griechischen Archäologischen Gesellschaft in Athen.
Der ältere Sohn Karl Otto verfasste 1989 eine Biographie seines Vaters (siehe Literatur).

## Publikationen (Auswahl)
- De vasculis pictis Tarentinis. Capita selecta. = Studien zur unteritalischen Vasenmalerei. Otto, Darmstadt 1899 (Auszug aus: Dissertation Universität Bonn 1899; Digitalisat).
- mit Carl Humann: Magnesia am Mäander[1]
- Das Relief des Archelaos von Priene (= Programm zum Winckelmannsfeste der Archäologischen Gesellschaft zu Berlin. 63). Reimer, Berlin 1903.
- Griechische Holzsarkophage aus der Zeit Alexanders des Grossen (= Ausgrabungen der Deutschen Orient-Gesellschaft in Abusir 1902–1904. 3 = Wissenschaftliche Veröffentlichungen der Deutschen Orient-Gesellschaft. 6, ISSN 0342-4464). Hinrichs, Leipzig 1905 (Digitalisat).
- mit Gangolf von Kieseritzky: Griechische Grabreliefs aus Südrussland. Reimer, Berlin 1909 (Digitalisat).
- mit Ernst Sellin: Jericho. Die Ergebnisse der Ausgrabungen (= Wissenschaftliche Veröffentlichungen der Deutschen Orient-Gesellschaft. 22). Hinrichs, Leipzig 1913.
- mit Heinrich Kohl: Antike Synagogen in Galilaea (= Wissenschaftliche Veröffentlichungen der Deutschen Orient-Gesellschaft. 29). Hinrichs, Leipzig 1916.
- mit Walter Bachmann und Theodor Wiegand: Petra (= Wissenschaftliche Veröffentlichungen des deutsch-türkischen Denkmalschutz-Kommandos. H. 3, ZDB-ID 546508-4). de Gruyter, Berlin u. a. 1921.
- mit Karl Wulzinger: Damaskus. Die antike Stadt (= Wissenschaftliche Veröffentlichungen des deutsch-türkischen Denkmalschutz-Kommandos. H. 4). de Gruyter, Berlin u. a. 1921.
- mit Karl Wulzinger: Damaskus. Die islamische Stadt (= Wissenschaftliche Veröffentlichungen des deutsch-türkischen Denkmalschutz-Kommandos. H. 5). de Gruyter, Berlin u. a. 1924.
- Griechische Vasen in Tübingen (= Tübinger Forschungen zur Archäologie und Kunstgeschichte. Bd. 2, ISSN 0175-9183). Gryphius-Verlag, Reutlingen 1924.
- Denkmäler Palästinas. 2 Bände. Hinrichs, Leipzig 1933–1935;
  - Band 1: Von den Anfängen bis zum Ende der israelitischen Königszeit. 1933;
  - Band 2: Von der Herrschaft der Assyrer bis zur arabischen Eroberung. 1935.
- Theodor Wiegand. Ein deutscher Archäologe 1864–1936. C. H. Beck, München 1944.
- Hans Dragendorff, Arretinische Reliefkeramik. Mit Beschreibung der Sammlung in Tübingen. Nach des Verfassers Tode ergänzt und herausgegeben von Carl Watzinger. 2 Bände (= Tübinger Forschungen zur Archäologie und Kunstgeschichte. Bd. 11, ISSN 0175-9183). Gryphius-Verlag, Reutlingen 1948 (Digitalisat Textband, Tafelband).